# Akatsuki (rymdsond)

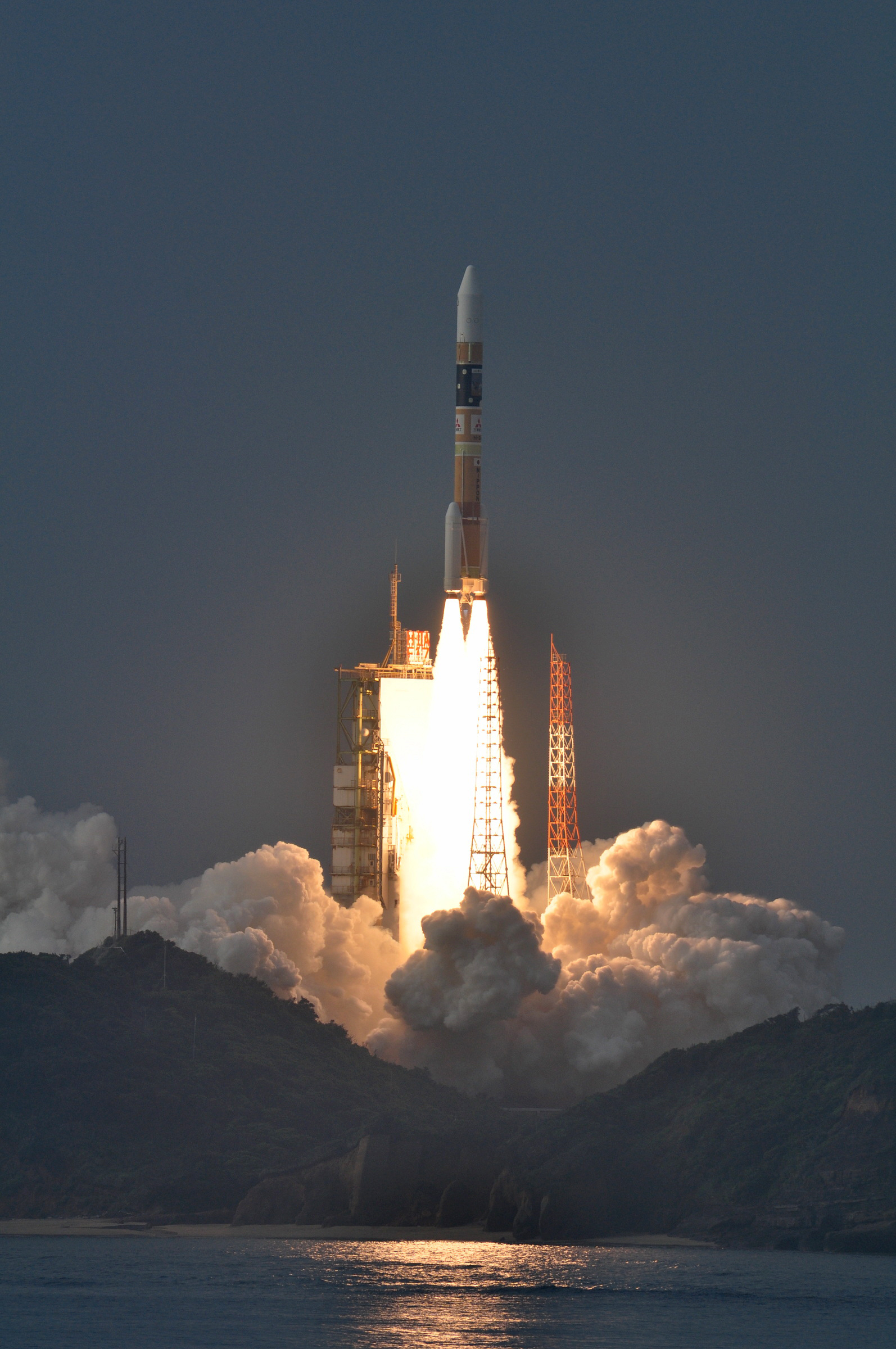
Uppskjutningen av sonden.

PLANET-C, också känd som Akatsuki (japanska: あかつき?) och Venus Climate Orbiter (VCO), är en japansk rymdsond som var tänkt att gå i omloppsbana runt och utforska Venus. Den sköts upp den 20 maj 2010. Rymdsonden missade emellertid Venus den 6 december 2010 på grund av motorproblem. Ett nytt försök att komma i omloppsbana planerades och lyckades den 7 december 2015.
Farkosten väger 640 kg, varav 320 kg är bränsle och 34 kg är vetenskaplig utrustning. 
PLANET-C var tänkt att fotografera ytan med hjälp av en infraröd kamera och bär instrument för att försöka hitta bevis för blixtar och aktiva vulkaner.